# Station St Helens Central
St Helens Central is een spoorwegstation van National Rail in St Helens, St. Helens in Engeland. Het station is eigendom van Network Rail en wordt beheerd door Northern Rail. 